# Каспрук Тетяна Андріївна
Тетя́на Андрі́ївна Каспру́к (нар. 15 липня 1959, Дубровиця, Рівненщина) — українська театральна акторка і педагогиня, народна артистка України (2021). Починала акторську кар'єру в Львівському драматичному театрі імені Марії Заньковецької. Одна з засновниць і актриса Львівського академічного театру імені Леся Курбаса.

## Життєпис

### Акторська кар'єра
Початок театральної кар'єри Тетяни Каспрук пов'язаний із Львівським українським драматичним театром ім. М. Заньковецької. 1980 року Тетяна закінчила театральну студію при цьому театрі (учениця Олекси Ріпка) і протягом 1978—1988 років працювала актрисою театру Заньковецької. У цей період творчого життя Тетяна співпрацювала з такими режисерами, як Алла Бабенко, Олексій Ріпко, Збігнєв Хшановський, Анатолій Кравчук. Показала себе у найрізноманітнішій драматургії: від світової та української класики до сучасної драматургії — у постановках за Франком, Кропивницьким, Карпенко-Карим, Мольєром, Шекспіром, Боккаччо та іншими. Тетяна зазначала, що пройшла тут добру школу постановного театру.
1988 року разом із Володимиром Кучинським і Олегом Драчем стала однією з засновниць Львівського академічного театру імені Леся Курбаса. Відтоді — актриса цього театру. Першою роллю Тетяни з режисурою Кучинського стала Маруся Чурай за однойменною п'єсою Ліни Костенко того ж 1988 року, це була давня мрія акторки, якою вона поділилася з режисером. Родзинка Марусі у виконанні Тетяни Каспрук — її могутній голос. Співала акторка з дитинства і вчилася співу у викладача консерваторії Нестора Модестовича Горницького, який давав їй уроки ще в шкільні роки.
Газета «Збруч» назвала Тетяну Каспрук «акторкою притчевою» за її ролі в першій версії «Благодарного Еродія» Григорія Сковороди, у виставі «Апокрифи» Лесі Українки та «Silenus Alcibiadis» за твором Платона «Бенкет». Сама Каспрук зауважувала, що найсильніше на неї повпливала драматургія Винниченка: «Він відкриває увесь внутрішній світ актора: настроєві перепади, трагедії, почуття. Він колосальний. Власне, я, зігравши „Закон“, переступила той поріг, де вже можна кинутися в прірву почуттів і контролювати себе. І це мені дав Винниченко».
За роки роботи в театрі Курбаса артистка показала широкий спектр акторських можливостей, в своєму репертуарі має ролі від глибоких і трагічних до комедійних із відтінком гротеску. У виставі «Лісова пісня» Андрія Приходька Тетяна виконує роль матері Лукаша.

### Педагогічна діяльність
1996—2000 роках викладала в театральній студії при Львівському академічному театрі імені Леся Курбаса.
1990 року закінчила Львівський національний університет імені Івана Франка (філологічний факультет), де згодом почала викладати сценічну мову в якості доцента кафедри театрознавства та акторської майстерності з 1999 до 2009 року, а тоді 2012-го поновила викладацьку діяльність до 2017 року. Серед її учнів — театральний режисер Євген Худзик.

Каспрук вчить студентів методиці, за якою сама працює в театрі. Про свої очікування від студентів під час навчання каже: 
|  | Мені найважливіше, щоби студенти не заучували інтонації, щоби не повторювали їх чітко. Потрібно, щоби вони несли думку і щоб та думка була жива. І щоб я бачила, що слово стає матеріальним, явним, щоби вони розуміли, про що говорять. Це дуже важливо, щоби актор мислив. Бо актор не інформатор, не диктор новин, він повинен передати глибинні почуття людської душі. |

### Родина
Чоловік — Андрій Гуменюк, львівський живописець, учасник АТО, автор спогадів про війну. Брат-близнюк Андрія, Петро Гуменюк, працює художником у театрі ім. Леся Курбаса, автор портрету Тетяни Каспрук. Дочка — Іванна, здобуває акторську освіту.

## Творчість

### Ролі в театрі
Національний академічний український драматичний театр імені Марії Заньковецької
- 1978 — «Украдене щастя» за Іваном Франком — Настя
- 1979 — «Дами і гусари» за Фредром — Пані Дольська, Зузя, Фрузя, Юзя
- 1980 — «По щучому велінню» Марка Кропивницького — Мати
- 1984 — «Отелло» Вільяма Шекспіра — Дездемона
- 1985 — «Тартюф» Мольєра — Маріанна
- 1986 — «В степах України» Миколи Корнійчука — Катерина
- 1987 — «Безталанна» Марка Кропивницького — Софія

Львівський академічний театр імені Леся Курбаса
- 1988 — «Маруся Чурай» Ліни Костенко — Маруся
- 1988 — «Двір Генріха III» Олександра Дюма — Герцогіня де Гіз, Королева Медичі
- 1988 — «Закон» Володимира Винниченка — Інна
- 1990 — «Йоганна, жінка Хусова» Лесі Українки — Мелхола
- 1990 — «Між двох сил» Володимира Винниченка — Софія
- 1991 — «Двір Генріха III» Олександра Дюма — Королева (друга редакція)
- 1991 — «Сни» за романом «Злочин і кара» Федора Достоєвського — Соня, Катерина Іванівна
- 1992 — «Ілюзії» за романом «Злочин і кара» Федора Достоєвського — Соня
- 1993 — «Благодарний Еродій» Григорія Сковороди — Еродій
- 1994 — «Забави для Фауста» за романом «Злочин і кара» Федора Достоєвського — Пульхерія Іванівна
- 1995 — «Апокрифи» за Лесею Українкою — Мелхола, Марція
- 1996 — «Сон» вечір поезії Тараса Шевченка
- 1996 — «Садок вишневий» за п‘єсою «Вишневий сад» Антона Чехова — Раневська, Варя
- 1997 — «Молитва до зір» вечір поезії Богдана Ігоря Антонича
- 1998 — «Камінний господар» Лесі Українки — Долорес
- 2000 — «Хвала Еросу» за філософським твором «Бенкет» Платона — Гея
- 2002 — «Камінний господар» Лесі Українки — Донна Консепсьйон
- 2002 — «Silenus Alcibiadis» за філософським твором «Бенкет» Платона — Діотима
- 2008 — «Амнезія, або маленькі подружні злочини» Еріка-Емманюеля Шмітта — Ліза
- 2010 — «Між двох сил» Володимир Винниченко — Глікерія Сліпченко
- 2011 — «Лісова пісня» за Лесею Українкою — Мати
- 2012 — «Театр злочину» за п'єсою «Репетиція в театрі Злочину» Жака Моклера — Пані Ґазуль
- 2015 — «Memento vivere» за Роменом Ґарі — Мати
- 2018 — «Королева краси» Мартіна Мак-Дони — Меґ Фолан
- 2019 — «Маркіза de Sade» за мотивами творів Юкіо Місіми — Пані Монтрей
- 2019 — «Кабаре Бухенвальд. Вечір 1» КЛІМа
- 2020 — «Небезпечні зв'язки» за Крістофером Гемптоном — Мадам де Розмонд

### Фільмографія
- 1992 — «Між двох сил» — Софія
- 2009 — «Знебарвлена» — Мати
- 2014 — «Перший день» — мама Ю́ра
- 2020 — «Спіймати Кайдаша» (серіал)

## Визнання
- 1998 — Заслужена артистка України[11]
- 2021 — Народна артистка України[1]